# ROC ai Giochi della XXXII Olimpiade
Gli atleti di cittadinanza russa partecipanti ai Giochi della XXXII Olimpiade non rappresentarono formalmente il loro Paese, bensì il Comitato Olimpico Russo con la sigla ROC (in inglese Russian Olympic Committee).
Tale soluzione fu conseguenza dell'esclusione quadriennale della Russia da qualsiasi competizione internazionale a partire dal 9 dicembre 2019 sancita dall'agenzia mondiale antidoping (WADA) dopo la scoperta di manovre governative russe per manipolare i test antidoping della propria agenzia nazionale su diversi atleti sottoposti a pratiche illecite.
Fin da subito WADA aveva permesso agli atleti russi non responsabili di doping la partecipazione a titolo individuale sotto la bandiera di atleti neutrali autorizzati, e il problema si pose con la partecipazione alle Olimpiadi di Tokyo. In campo invernale, oltre che ai Giochi olimpici, gli atleti russi hanno potuto partecipare alle altre competizioni sotto la bandiera del già citato Comitato Olimpico Russo, con lo stesso acronimo oppure con quello della Federazione sciistica della Russia, ossia RSF.
Gli atleti russi furono autorizzati a partecipare a tale manifestazione, ancora, a titolo individuale, e sotto la bandiera del comitato olimpico russo; l'inno scelto per eventuali cerimonie di premiazione fu l'introduzione del Concerto per pianoforte e orchestra n. 1 di Čajkovskij.

## Medaglie

### Medaglie d'oro
| Medaglia | Nome | Sport            | Evento                                    |
| -------- | --- | ---------------- | ----------------------------------------- |
| Oro      | Vitalina Bacaraškina | Tiro a segno     | Pistola 10 metri aria compressa femminile |
| Oro      | Sofija Pozdnjakova | Scherma          | Sciabola individuale femminile            |
| Oro      | Denis Abljazin David Beljavskij Artur Dalalojan Nikita Nagornyj                                                                         | Ginnastica       | Concorso a squadre maschile               |
| Oro      | Maksim Chramcov | Taekwondo        | 80 kg maschile                            |
| Oro      | Evgenij Rylov | Nuoto            | 100 metri dorso maschili                  |
| Oro      | Lilija Achaimova Viktorija Listunova Angelina Mel'nikova Vladislava Urazova                                                             | Ginnastica       | Concorso a squadre femminile              |
| Oro      | Vladislav Larin | Taekwondo        | +80 kg maschile                           |
| Oro      | Inna Deriglazova Larisa Korobejnikova Marta Mart'janova Adelina Zagidullina                                                             | Scherma          | Fioretto a squadre femminile              |
| Oro      | Evgenij Rylov | Nuoto            | 200 metri dorso maschili                  |
| Oro      | Vitalina Bacaraškina | Tiro a segno     | Pistola 25 metri femminile                |
| Oro      | Ol'ga Nikitina Sofija Pozdnjakova Sof'ja Velikaja                                                                                       | Scherma          | Sciabola a squadre femminile              |
| Oro      | Anastasija Pavljučenkova Andrej Rublëv (tennista)                                                                                       | Tennis           | Doppio misto                              |
| Oro      | Musa Evloev | Lotta            | Lotta greco romana - 97 kg                |
| Oro      | Svetlana Kolesničenko Svetlana Romašina                                                                                                 | Nuoto artistico  | Duo femminile                             |
| Oro      | Al'bert Batyrgaziev | Pugilato         | Pesi piuma maschile                       |
| Oro      | Zaur Uguev | Lotta            | Lotta libera - 57 kg maschile             |
| Oro      | Zaurbek Sidakov | Lotta            | Lotta libera - 74 kg maschile             |
| Oro      | Vlada Čigirëva Marina Goljadkina Svetlana Kolesničenko Polina Komar Aleksandra Packevič Svetlana Romašina Alla Šiškina Marija Šuročkina | Nuoto artistico  | Squadre                                   |
| Oro      | Abdulrašid Sadulaev | Lotta            | Lotta libera - 97 kg maschile             |
| Oro      | Marija Lasickene | Atletica leggera | Salto in alto femminile                   |

### Medaglie d'argento
| Medaglia | Nome | Sport              | Evento                                     |
| -------- | --- | ------------------ | ------------------------------------------ |
| Argento  | Anastasija Galašina | Tiro a segno/volo  | Carabina 10 metri aria compressa femminile |
| Argento  | Inna Deriglazova | Scherma            | Fioretto individuale femminile             |
| Argento  | Tat'jana Kudašova | Taekwondo          | 57 kg femminile                            |
| Argento  | Svetlana Gomboeva Elena Osipova Ksenija Perova | Tiro con l'arco    | Squadre femminile                          |
| Argento  | Sof'ja Velikaja | Scherma            | Sciabola individuale femminile             |
| Argento  | Kliment Kolesnikov | Nuoto              | 100 metri dorso maschili                   |
| Argento  | Vitalina Bacaraškina Artёm Černousov | Tiro a segno/volo  | Pistola 10 metri aria compressa a squadre  |
| Argento  | Michail Dovgaljuk Ivan Girev Aleksandr Krasnych Martin Maljutin Evgenij Rylov Michail Vekoviščev | Nuoto              | Staffetta 4x200 m stile libero maschile    |
| Argento  | - Aleksandr Zuev - Il'ja Karpenkov - Kirill Lisklov - Stanislav Šarov | Pallacanestro      | Torneo 3x3 maschile                        |
| Argento  | - Julija Kozik - Anastasija Logunova - Evgenija Frolkina - Ol'ga Frolkina | Pallacanestro      | Torneo 3x3 femminile                       |
| Argento  | Vasilisa Stepanova Elena Orjabinskaja | Canottaggio        | 2 senza femminile                          |
| Argento  | Anna Prakaten | Canottaggio        | Singolo femminile                          |
| Argento  | Sergej Bida Nikita Glazkov Pavel Suchov Sergej Chodos | Scherma            | Spada a squadre maschile                   |
| Argento  | Elena Osipova | Tiro con l'arco    | Individuale femminile                      |
| Argento  | Julija Zykova | tiro a segno/volo  | Carabina 50 metri 3 posizioni femminile    |
| Argento  | Anastasija Il'jankova | Ginnastica         | Parallele asimmetriche                     |
| Argento  | Anton Borodačëv Kirill Borodačëv Vladislav Myl'nikov Timur Safin | Scherma            | Fioretto a squadre maschile                |
| Argento  | Karen Chačanov | Tennis             | Singolare maschile                         |
| Argento  | Elena Vesnina Aslan Karacev | Tennis             | Doppio misto                               |
| Argento  | Denis Abljazin | Ginnastica         | Volteggio maschile                         |
| Argento  | Sergej Kamenskij | Tiro a segno/volo  | Carabina 50 m 3 posizioni maschile         |
| Argento  | Anželika Sidorova | Atletica Leggera   | Salto con l'asta femminile                 |
| Argento  | Muslim Gadžimagomedov | Pugilato           | Pesi massimi maschile                      |
| Argento  | Vjačeslav Krasil'nikov Oleg Stojanovskij | Beach volley       | Torneo maschile                            |
| Argento  | Dina Averina | Ginnastica ritmica | Concorso individuale                       |
| Argento  | Nazionale di pallavolo maschile della Russia: Denis Bogdan Valentin Golubev Ivan Jakovlev Egor Kljuka Igor' Kobzar' Il'jas Kurkaev Maksim Michajlov Pavel Pankov Viktor Poletaev Jaroslav Podlesnych Dmitrij Volkov Artëm Vol'vič                                                               | Pallavolo          | Torneo maschile                            |
| Argento  | Anastasija Bliznjuk Anastasija Maksimova Angelina Škatova Anastasija Tatareva Alisa Tiščenko | Ginnastica ritmica | Concorso a squadre                         |
| Argento  | Nazionale di pallamano femminile della Russia: Vladlena Bobrovnikova Dar'ja Dmitrieva Ol'ga Fomina Polina Gorškova Ekaterina Il'ina Viktorija Kalinina Polina Kuznecova Ksenija Makeeva Julija Managarova Elena Michajličenko Anna Sedojkina Anna Cen' Antonina Skorobogatčenko Anna Vjachireva | Pallamano          | Torneo femminile                           |

### Medaglie di bronzo
| Medaglia | Nome                                   | Sport             | Evento                                     |
| -------- | -------------------------------------- | ----------------- | ------------------------------------------ |
| Bronzo   | Michail Artamonov                      | Taekwondo         | 58 kg maschile                             |
| Bronzo   | Larisa Korobejnikova                   | Scherma           | Fioretto individuale femminile             |
| Bronzo   | Oleksandr Bondar Viktor Minibaev       | Tuffi             | Piattaforma 10 metri sincro maschile       |
| Bronzo   | Julija Karimova Sergej Kamenskij       | Tiro a segno/volo | Carabina 10 metri aria compressa a squadre |
| Bronzo   | Nikita Nagornyj                        | Ginnastica        | Concorso individuale maschile              |
| Bronzo   | Madina Tajmazova                       | Judo              | 70 kg femminile                            |
| Bronzo   | Angelina Mel'nikova                    | Ginnastica        | Concorso individuale femminile             |
| Bronzo   | Nijaz Il'jasov                         | Judo              | 100 kg maschile                            |
| Bronzo   | Kliment Kolesnikov                     | Taekwondo         | 100 m stile libero maschili                |
| Bronzo   | Tamerlan Bašaev                        | Judo              | +100 kg maschile                           |
| Bronzo   | Julija Karimova                        | Tiro a segno/volo | Carabina 50 m 3 posizioni femminile        |
| Bronzo   | Imam Chataev                           | Pugilato          | Pesi mediomassimi                          |
| Bronzo   | Andrej Zamkovoj                        | Pugilato          | Pesi welter maschile                       |
| Bronzo   | Anastasija Vojnova Dar'ja Šmelëva      | Ciclismo          | Velocità a squadre femminile               |
| Bronzo   | Angelina Mel'nikova                    | Ginnastica        | Corpo libero femminile                     |
| Bronzo   | Sergej Emelin                          | Lotta             | Greco-romana 60 kg maschile                |
| Bronzo   | Sergej Semënov                         | Lotta             | Greco-romana 130 kg maschile               |
| Bronzo   | Nikita Nagornyj                        | Ginnastica        | Sbarra maschile                            |
| Bronzo   | Artur Najfonov                         | Lotta             | Libera 86 kg maschile                      |
| Bronzo   | Marija Novolodskaja Gul'naz Chatunceva | Ciclismo          | Americana femminile                        |
| Bronzo   | Gleb Bakši                             | Pugilato          | Pesi medi maschile                         |
| Bronzo   | Zenfira Magomedalieva                  | Pugilato          | Pesi medi femminile                        |
| Bronzo   | Gadžimurad Rašidov                     | Lotta             | Libera 65 kg maschile                      |